# Dystrykt Killa Abdullah
Dystrykt Killa Abdullah (paszto: قلعه عبدالله ولسوالی) – dystrykt w południowo-zachodnim Pakistanie w prowincji Beludżystan. W 1998 roku liczył 370 269 mieszkańców (z czego 54,91% stanowili mężczyźni) i obejmował 45 948 gospodarstw domowych. Siedzibą administracyjną dystryktu jest Gulistan.